# Vicomté de Caen
La vicomté de Caen est une ancienne circonscription judiciaire de l'actuel département du Calvados, relevant au Moyen Âge et sous l'Ancien Régime du bailliage de Caen.

## Historique
La vicomté de Caen est fondée vers l'an mille. Sous l'autorité des ducs de Normandie, elle occupe une place essentielle dans l'appareil administratif et judiciaire. Après la réunion du Duché au domaine royal français au XIIIe siècle, elle devient une subdivision du bailliage royal. L'administration du Domaine en Normandie lui est confiée aux vicomtes jusqu'à ce qu'elle soit confiée aux trésoriers sous le règne de Philippe le Bel. Le nombre des affaires portées devant cette juridiction décline et, au XVIIe - XVIIIe siècles, elle n'est plus chargée que des affaires mineures ayant trait notamment aux paiements, aux tutelles et successions nobiliaires, ainsi qu'à la petite délinquance et aux atteintes aux biens en matière criminelle. En 1636, les causes pénales sont retirées à la vicomté de Caen. En octobre 1741, les vicomtés de Caen et d'Évrecy sont réunies au présidial et grand bailliage de Caen.

## Ressort
Le ressort de la vicomté de Caen s'étend sur moins d'une dizaine de sergenteries :
- Creully
- Bernières
- Ouistreham
- Troarn
- Argences
- Préaux
- Évrecy jusqu'à son érection en vicomté indépendante
- Villers
- Cheux

## Liste des vicomtes de Caen
Liste établie par Pierre Carel avec, entre parenthèses, la date de nomination.
Sous les ducs de Normandie
- Robert Fitz-Bernard (avant 1154)
- Robert, fils de Robert de Saint-Valéry, seigneur de Moult
- Guill. Poignant (1200)
- Robert de Vieux-Pont (1204)

Après la réunion de la Normandie au domaine royal (1204 – 1417)
- Guillaume Quarel (1204), nommé par Philippe-Auguste après la reddition de Caen en mai 1204
- Jean Pigache (1246)
- Robert de Villers (1271)
- Henry de Rie, seigneur de Ver (1285)
- Guy de Gripéel (1293)
- Henry de Rie (1299)
- Thomas de la Motte (1303)
- Gautier de Boisgilont (1307)
- Henry de Gay (1308)
- Jean du Tremblay (1315)
- Richard Coursedeneul (1317)
- Nicolas Naguet (1322)
- Nicolas le Métayer, seigneur de Guichainville (1327)
- Robert Vimont, (1330)
- Nicolas le Métayer, vicomte pour la 2e fois (1333)
- Richard Hétié (1334)
- Nicolas le Métayer, vicomte pour la 3e fois (1337)
- Robert Vimont, vicomte pour la 2e fois (1340)
- Robert le Marchant (1350)
- Guillaume Michel (1353)
- Aimar Bourgeoise, seigneur de Cagny (1359)
- Guillaume le Grant (1361)
- Aimar Bourgeoise, vicomte pour la 2e fois (1362)
- Guillaume le Grant, vicomte pour la 2e fois (1332)
- Aimar Bourgeoise, vicomte pour la 3e fois (1367)
- Guillaume le Grant (1368)
- Jean le Grant, fils du précédent (1377)
- Guillaume Le Grant, vicomte pour la 4e fois (1380)
- Jean le Grant, vicomte pour la 2e fois (1383)
- Nicolas Marie (2 décembre 1388), déposé par un arrêt de la chambre des comptes en date du 22 mai 1394
- Aubry l'Evesque (1394)
- Nicolas Potier (1396)
- Jean Tardif (10 novembre 1398)
- Jean le Tonnelier (3 juillet 1403)
- Jean du Bus (1406)
- Jean de la Teillaye (1410) qui n'exerça sa charge que pendant quelques mois avant d'être nommé receveur des aides dans la généralité de Paris
- Gilles à l'Espée (ou Alespée)[5] (2 décembre 1410)

Pendant l'occupation anglaise (1417 – 1450)
- Jean Anzeré (1418), nommé par Henri V d'Angleterre
- Benoist Le Coustellier (5 mai 1419)
- Raoul d'Etampes, seigneur d'Audrieu (19 janvier 1420)
- Guillaume Biote, écuyer anglais (1427)
- Girard, seigneur d'Esquay (29 août 1430)
- Jean Randulf, écuyer anglais (1435)
- Thomas de Lorailles (1445)
- Thomas de Pellevé, seigneur de Maisoncelles et de Tracy (1448)

Après la reprise par les Français (1450 – 1741)
- Girard Bureau, seigneur de Grentheville (1450)
- Coquart Canu, écuyer de l'écurie du duc de Bretagne (1466)
- Guillaume de Soupplainville (1468), nommé par Charles de France, duc de Normandie, frère de Louis XI
- Pierre Beaudieu (1469)
- Raymond d'Argeau (16 août 1473)
- Simon Anzeré (1474)
- Louis de Fougères, chevalier, chambellan du roy, seigneur d'Argences et de Franqueville (1476)
- François d'Harcourt, baron de Beuvron (1513)
- Louis Levallois, seigneur d'Escoville (1558)
- Guillaume Artur, seigneur d'Amayé et de Feuguerolles, maître d'hôtel ordinaire de la reine (1561)
- Jean de la Court, seigneur du Buisson (1578)
- Louis de la Court (1608)
- Jean de la Court, seigneur du Bu
- Siméon des Fontaines, seigneur de Neuilly (1647)
- Claude des Fontaines, seigneur de Neuilly, fils du précédent (1672)
- Georges le Bas, seigneur de Cambes (1692)
- Louis le Bas, seigneur de Cambes (1706)